# 加夫里尔·伊里扎洛夫
加夫里尔·阿布拉莫维奇·伊里扎洛夫（俄语：Гавриил Абрамович Илизаров，1921年—1992年），俄罗斯科学家，医学家。他的主要贡献是发明伊里扎洛夫固定器用于肢骨的延长及矫正，以及同名的外科手术方法。1981年，伊里扎洛夫获得社会主义劳动英雄荣誉称号。1991年，成为俄罗斯科学院院士。

## 生平
1921年，生于波兰波莱谢省。出生后不久，全家即迁往阿塞拜疆的库萨雷。他的少年时期即在此地度过。
20世纪90年代初，加夫里尔·伊里扎洛夫去了一趟美国，以讨论他的工作，但具体内容尚未知晓。
1992年，伊里扎洛夫因心脏衰竭去世，享年71岁。